# Missing (ELLEGARDENの曲)
『Missing』（ミッシング）は、ELLEGARDENの4thシングル。

## 概要
- MONSTER baSHライブ終了翌日から制作し、何曲かできあがった中からセレクトした。
- 細美は「Missing」と「TV Maniacs」のどちらを1曲目にしようか迷ったらしく、周りの意見もあり「Missing」が1曲目となった。
- 2004年11月2日付のオリコンデイリーシングルチャートでは9位を記録している[2]。週間チャートでは16位に初登場し、初のトップ20入りとなった[3]。
- 「The Autumn Song」はオリジナルアルバム未収録でありながら高い人気を誇り、2023年現在もライブの定番曲となっている。

## 収録曲
| 全作詞・作曲: TAKESHI HOSOMI。 |                     |                |                |
| #                              | タイトル            | 作詞           | 作曲・編曲     |
| 1.                             | 「Missing」         | TAKESHI HOSOMI | TAKESHI HOSOMI |
| 2.                             | 「TV Maniacs」      | TAKESHI HOSOMI | TAKESHI HOSOMI |
| 3.                             | 「The Autumn Song」 | TAKESHI HOSOMI | TAKESHI HOSOMI |

## 収録アルバム
- RIOT ON THE GRILL (#1、#2)
- ELLEGARDEN BEST 1999-2008 (#1、#3)